# Андрієвка (Адамовський район)
Андрі́євка (рос. Андреевка) — село у складі Адамовського району Оренбурзької області, Росія.

## Географія
Село знаходиться у східній частині регіону, в підзоні типчаково-ковилових степів, по обидва береги річки Жуси, при впаданні до неї річки Жуламансай.
Клімат характеризується як різко континентальний з морозною зимою та спекотним літом. Середньорічна температура повітря становить 1,5 °C. Абсолютний максимум температури повітря становить 42 ° С; абсолютний мінімум — −42 °C. Середньорічна кількість атмосферних опадів становить 280—330 мм. При цьому близько 75 % опадів випадає у теплий період. Сніговий покрив тримається в середньому близько 152 днів на рік

## Історія
Село засноване 1905 року переселенцями з України. Названо на честь першопоселенця Андрія Вута. 1929 року організовано колгосп імені Чапаєва. З 1957 року 4-е відділення радгоспу «Каїнди-Кумацький».

## Населення
Населення — 258 осіб (2010; 317 у 2002).
Національний склад (станом на 2002 рік):
- казахи — 53 %
- росіяни — 36 %

## Господарство
Розвинуто колективне сільське господарство (колгосп імені Чапаєва, радгосп «Каїнди-Кумацький»). Дорожнє господарство Південно-Уральської залізниці. Діє зупинний пункт 412 км.
Автомобільний та залізничний транспорт. Ходить електричка 6611 «Айдирля — Орськ». У пішій доступності автодорога 53К-4301000 «Оренбург — Орськ».